# 郭德刚
郭德剛（Fernando Sainz，1832年—1895年）是一位西班牙裔道明會教士，为最早到台灣的天主教传教士之一。

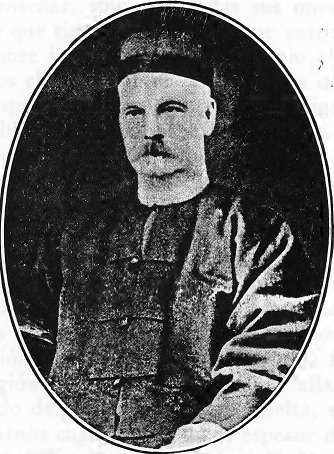
郭德剛

## 生平
1858年的《天津條約》解除台灣禁教之后，郭德剛和洪保祿被当时西班牙属地菲律賓的道明會派遣來台。他们和四名中国籍传教士于1859年5月15日抵達打狗港，刚上岸便被鳳山縣知县拘留了两天。同年年底，这一行人用62块龙银买下一块土地建立传教所，此为后来的玫瑰聖母聖殿主教座堂。
1863年底，他前往今屏東縣的的萬金平埔番社传教，并建立了今天萬金天主堂的前身。1864年设立溝仔墘教堂。他在台南建立了天主堂和育婴堂，也曾前往噶瑪蘭和雞籠传教。在台传教期间他曾遭抢劫和绑架，所建立的教堂也屡次遭破坏。
1869年他奉命离台回菲律宾，1895年在马尼拉去世。